# جويل بريند
جويل لويس بريند هو أستاذ في علم الأحياء البشرية والغدد الصماء في كلية باروخ ، جامعة مدينة نيويورك ، وهو من كبار المدافعين عن فرضية الإجهاض وسرطان الثدي ، والتي تفترض أن الإجهاض يزيد من خطر الإصابة بسرطان الثدي. تم رفض هذه الفكرة من قبل المنظمات المهنية الطبية الرئيسية وهناك أدلة دامغة في الأدبيات الطبية التي راجعها النظراء تدحضها. 

## النشأة والتعليم والتحول الديني
نشأ بريند في لوريلتون ، كوينز، حيث قرر أنه يريد أن يصبح عالم كيمياء حيوية في سن العاشرة بعد قراءة عدد من مجلة لايف حيث وصفت قصة الغلاف الاكتشافات التي توصل إليها العلماء مؤخرًا حول الأعمال الداخلية للخلية ، باستخدام المجهر الإلكتروني. حصل على درجة البكالوريوس من جامعة ييل (1971) ودكتوراه. حصل على درجة الدكتوراه من جامعة نيويورك في الكيمياء الحيوية وعلم المناعة وعلم وظائف الأعضاء. بعد أربع سنوات من حصوله على الدكتوراه في عام 1981، اعتنق بريند المسيحية وقرر محاولة استخدام العلم لمتابعة ما اعتبره "مهمة نبيلة" لثني النساء عن الإجهاض.

## مناصرة الفرضيات الطبية غير السائدة

### فرضية الإجهاض - سرطان الثدي
بعد تحوله إلى المسيحية ، بدأ بريند العمل كمستشار وشاهد خبير لقضية مناهضة الإجهاض. ذكرت مجلة Discover في عام 2003 أنه منذ عام 1997 ، "قضى بريند حوالي 90 في المائة من وقته خارج الفصل الدراسي في التحقيق ونشر" رابطه المزعوم بين الإجهاض وسرطان الثدي ، والإدلاء بشهادته "في المحاكم ودور الولاية في أريزونا ، فلوريدا ، ماساتشوستس ، أوهايو ، نورث. داكوتا ونيوهامبشاير وألاسكا ".
حارب ضد إضفاء الشرعية على الميفيبريستون لعمليات الإجهاض غير الجراحية في الولايات المتحدة ، حيث شهد في جلسة استماع فيدرالية أن "الآلاف والآلاف" من النساء قد يصبن بسرطان الثدي نتيجة لاستخدام الدواء. كان بريند مدعوًا إلى مؤتمر المعهد الوطني للسرطان حول قضية الإجهاض وسرطان الثدي حيث كان العضو الوحيد الذي قدم رأيًا مخالفًا. في اجتماع بين كولورادو الحق في الحياة والشركة التابعة لسوزان جي كومن من أجل العلاج في دنفر بشأن منح كومن لمنظمة الأبوة المخططة ، حث بريند مجموعة سرطان الثدي على إعادة النظر في فكرة أن الإجهاض مرتبط بسرطان الثدي.
في عام 1999 ، شارك بريند في تأسيس معهد الوقاية من سرطان الثدي ، وهي مجموعة غير ربحية تعمل على تعزيز الصلة بين الإجهاض وسرطان الثدي. تم تحديد المجموعة في الأدبيات الأكاديمية على أنها مجموعة ناشطة مناهضة للإجهاض تروج "لفكرة أن الارتباط بالسرطان قد تم إثباته بشكل قاطع وإخفائه عن عمد من قبل المؤسسة الطبية."

### مكملات الجلايسين
بينما كان يعمل على دراسات تتعلق باستقلاب الأحماض الأمينية والشيخوخة ، بدأ بريند في الترويج لفرضية أن معظم الوجبات الغذائية تعاني من نقص في حمض الجلايسين الأميني وأن هذا النقص مسؤول عن الأمراض الناجمة عن الالتهابات المزمنة ، بما في ذلك التهاب المفاصل والسكري وأمراض القلب والأوعية الدموية ، و السرطان. هذه الفرضيات غير مدعومة من قبل العلوم الطبية أو التغذوية السائدة. كما يدعي أنه منع نفسه من المعاناة من آلام وتيبس عادي بعد تمارين شاقة ، وبعد إصابة شديدة ، بتناول مكملات الجلايسين ، وتسريع التئام حروق الشمس بنفس الوسائل. في عام 2010 ، أسس بريند شركة Natural Food Science، LLC ، والتي من خلالها يتم تصنيع وبيع منتجات مكملات الجلايسين Proglyta و Sweetamine.

## التحليل البعدي
بريند وآخرون. (1996) أجروا تحليلًا تلويًا لـ 23 دراسة وبائية مستقلة للإجهاض وسرطان الثدي. حسبت أنه كان هناك خطر نسبي في المتوسط من 1.3 (1.2 - 1.4) زيادة خطر الإصابة بسرطان الثدي. تم انتقاد التحليل التلوي في مجلة المعهد الوطني للسرطان لتجاهله دور تحيز الاستجابة و "ضبابية الارتباط مع السببية". كما تم انتقادها لتحيز الاختيار باستخدام دراسات ذات نتائج متباينة على نطاق واسع ، باستخدام أنواع مختلفة من الدراسات وعدم العمل مع البيانات الأولية من العديد من الدراسات ، بما في ذلك الدراسات التي لديها نقاط ضعف منهجية. ذكر الإحصائي الذي تعاون مع بريند فيما بعد عن النتائج التي توصلوا إليها: "لدي بعض الشكوك. لا أعتقد أن المشكلة قد تم حلها. عندما كنا نتحدث عن الاستنتاجات ، أراد [بريند] الإدلاء بأقوى التصريحات. لقد حاولت تهدئتهم قليلاً ، لكن الدكتور بريند شديد العزم على رأيه ".

### نقد
يعتقد الخبراء أن بريند يتجاهل نقاط الضعف المنهجية في بعض الدراسات التي يستخدمها كدليل على وجود صلة بين الإجهاض وسرطان الثدي. علاوة على ذلك ، لاحظ الباحثون الطبيون أن بريند يبالغ في النتائج التي توصل إليها منذ أن أظهرت أبحاثه زيادة "بالكاد ذات دلالة إحصائية" في معدلات الإصابة بسرطان الثدي. ردًا على الانتقادات ، أشار محرر المجلة التي نشرت دراسة بريند بقلق إلى:
ومع ذلك ، في ضوء القلق الأخير بشأن التواصل المناسب والمفتوح بشأن المخاطر المرتبطة بأقراص منع الحمل الفموية ، فمن المؤكد أنه سيتم الاتفاق على أن المناقشة المفتوحة للمخاطر أمر حيوي ويجب أن يشمل الأشخاص - في هذه الحالة النساء - المعنيين. أعتقد أنك إذا اتخذت وجهة نظر (كما أفعل) ، والتي غالبًا ما تسمى "مؤيدة للاختيار" ، فأنت بحاجة في نفس الوقت إلى الحصول على وجهة نظر يمكن تسميتها "مؤيدة للمعلومات" دون رقابة أبوية مفرطة (أو تفسير) ) من البيانات

## روابط خارجية
- الإجهاض المستحث كعامل خطر مستقل لسرطان الثدي: مراجعة شاملة وتحليل تلوي (المصدر الأصلي) بواسطة Joel Brind et al.
- Baruch.cuny.edu - صفحة أعضاء هيئة التدريس
- سيرة براند
- نسخة محفوظة من الرأي المخالف المحذوف والمشار إليه باسم "رأي مخالف للأقلية". بواسطة جويل بريند